# Мансимов Мирзахан
Мирзахан Мансимов — специалист и ученый в области гидрометеорологии, изменения климата и экологии, доктор философии по географическим наукам.
Мирзахан Рзахан оглы Мансимов родился в 1960 году в поселке Карачала Сальянского района. В 1982 году окончил геолого-географический факультет Азербайджанского государственного университета (ныне БГУ). Трудовую деятельность начал инженером-гидрологом в Государственной гидрометеорологической службе Туркменистана. В 1984 году поступил в аспирантуру (Лаборатория дистанционных методов) Института пустынь АН Туркменистана. В 1989 году защитил кандидатские диссертации по специальности «Охрана окружающей среды и рациональное использование природных ресурсов». Награждён премиями Госкомгидромета СССР и знаком «Отличник гидрометслужбы СССР». Принимал активное участие в исследованиях в рамках общесоюзных научных программ по восстановлению Арала, проблеме Каспийского моря (закрытие залива Кара-Богаз-Гол) и др. В те годы он активно участвовал в исследовании всех водных объектов бассейна Аральского моря вместе со своими коллегами из Среднеазиатского научно-исследовательского института гидрометеорологии (Ташкент) и Государственного Института Гидрологии (Санкт-Петербург). В 1989—1992 годах работал заместителем директора по научной работе Аэрокосмического научно-производственного центра Туркменистана, руководил исследованиями паводкового риска, динамики рек и водохранилищ, залива Кара-Богаз-Гол, земельных ресурсов, проблем опустынивания.
В 1992 году его пригласили в Азербайджан, в Государственный комитет по гидрометеорологии, в 1992—1993 годах он организовал Каспийский Гидрометеорологический Центр и стал его руководителем, а в 1994—2001 годах работал заместителем председателя комитета. Одновременно он был консультантом по гидрологии Всемирной метеорологической организации (ВМО) и представителем страны в Океанографической комиссии ЮНЕСКО (1994 г.), национальным координатором Конвенции ООН об изменении климата (РКИК ООН) — (1995—2001 гг.). Также он является инициатором и автором «Комплексной программы по гидрометрологии и экологическому мониторингу Каспийского моря» (КАСПАС) в рамках ВМО (1993—1997 гг.) и был организатором и руководителем проекта Первого Национального Сообщения об Изменении Климата. . Он руководил обсуждением и принятием в Милли Меджлисе (парламенте) Климатической конвенции ООН, Киотского Протокола и закона о гидрометеорологии. Был участником Конференции Сторон РКИК ООН COP2 (1996, Бонн), COP3 (1997, Киото), COP5 (1999, Бонн), COP6 (Гаага, 2000)), представлял страну и принимал участие в переговорном процессе. Участвовал в принятии Киотского протокола в Кито (Япония).
В 1997—2000 годах впервые в мире под его руководством были проведены экспедиции по изотопной гидрологии в глубоководных впадинах Каспийского моря совместной командой Парижского университета, Океанографической комиссии ЮНЕСКО, Океанологической лаборатории Монако. МАГАТЭ и представители прикаспийских стран в рамках научной программы «Копрник» Евросоюза. Цель — изучение с использованием природных изотопов возраста донных отложений и молекул воды в морских глубинах (700—1025 м), а также в лагуне Кара-Богаз-Гол и крупных реках, впадающих в море, выявление изменение уровня Каспийского моря за последние 20 тысяч лет (с точностью 5-10 лет).
В 2001—2003 годах в качестве независимого международного эксперта участвовал в проектах Программы ООН по окружающей среде (ЮНЕП), Глобального экологического фонда (ГЭФ), ОБСЕ, ЮНОП, связанных с водными ресурсами, изменением климата и экологическими проблемами стран региона (Азербайджан, Грузия, Туркменистан, Казахстан и Узбекистан).
В 2004—2008 годах работал директором отдела международных связей и проектов Института радиационных проблем НАНА.
В 2008 году работал главным советником по вопросам экологии в Кабинете Министров Азербайджанской Республики.
В последующий период и по настоящее время М. Р. Мансимов работает генеральным директором Научно-исследовательской и консалтинговой компании «Iqlim», руководит разработкой научно-технических и инженерных проектов в области jrhe;f.otq chtls. На сегодняшний день им осуществлена качественная реализация более 90 проектов в области гидрологии и водных ресурсов, последствий изменения климата, очистки загрязненных озёр и почв, оценки воздействия на окружающую природную и социально-экономическую среду в различных областях. сектора.
М. Р. Мансимов является членом Азербайджанского географического общества, Американского института гидрологии и Европейского Союза Наук о Земле. Он является автором более 60 научных статей в научных журналах и сборниках, изданных в разных странах (Туркменистан, Узбекистан, Россия, Франция, Германия, Иран, Турция, Грузия, Кипр, Швеция, Нидерланды и др.).